# Berca
Berca – wieś w Rumunii, w okręgu Buzău, w gminie Berca. W 2011 roku liczyła 3296 mieszkańców.